# University District
University District (aussi appelé U District) est un quartier de Seattle, nommé ainsi en raison de l'université du Washington qui s'y trouve.